# Lepanthes stalactites
Lepanthes stalactites är en orkidéart som beskrevs av Carlyle August Luer och Alexander Charles Hirtz. Lepanthes stalactites ingår i släktet Lepanthes och familjen orkidéer. Inga underarter finns listade i Catalogue of Life.